# Ocystola
Ocystola é um gênero de traça pertencente à família Agonoxenidae.